# Jamal Sims
Jamal Sims (Rancho Cucamonga, 7 de enero de 1971) es un bailarín, coreógrafo, actor y director estadounidense. Es conocido por sus apariciones especiales en RuPaul's Drag Race como coreografo y juez invitado. En 2018 se estrenó su documental When the Beat Drops, que ha ganado varios premios.

## Vida y carrera
Sims, quien decidió que quería ser bailarín cuando tenía 12 años, es oriundo de Rancho Cucamonga, cerca de Los Ángeles, adonde se mudó más tarde. A la edad de 17 años consiguió su primer trabajo como bailarín en el video musical de 1992 para Remember the Time de Michael Jackson. Cuando RuPaul publicó la canción Supermodel en 1993, Sims bailó en su programa de Las Vegas. En 1996 se convirtió en uno de los bailarines originales de RuPaul's RuPaul Show, donde conoció a los productores Fenton Bailey y Randy Barbato. Después de haber aparecido y coreografiado varios videos musicales como You Make Me Wanna ... de Usher en 1997, cambió a la coreografía en películas de danza, incluso para toda la serie de películas Step Up (2006), en la que también apareció con frecuencia.
En 2013 comenzó a trabajar en su documental When the Beat Drops sobre el estilo de baile denominado bucking predominante en el ambiente gay afroamericano de Atlanta. La película, producida por Bailey y Barbato, se estrenó en 2018 y ha ganado varios premios. Coreografió para Disney las dos películas del 2019 Aladdin y Descendants 3 - The Descendants, en las que primero tuvo un papel más importante que el Dr. Facilier de Kiss the Frog. Ha participado en RuPaul's Drag Race, así como en ediciones internacionales y también aparece como jurado en los episodios. En 2020 fue el coreógrafo de RuPaul's Drag Race Live!, un programa de Las Vegas protagonizado por la serie; en un episodio de la duodécima temporada Drag Race con canciones del show de Las Vegas, así como en la serie documental RuPaul's Drag Race: Vegas Revue, que acompaña al show de Las Vegas.
En 2013, Sims se casó con su socio, el diseñador Octavius Terry. La pareja se separó en 2019.

## Coreógrafo
Videos musicales
- 1997: You Make Me Wanna ... (Usher)
- 1997: L-L-Lies (Diana King)
- 1998: Too Close (Next)
- 1999: These Are the Times (Dru Hill)
- 1999: I Do (Blaque)

Cine y TV
- 2001: Vanilla Sky
- 2004: Garfield: la película
- 2004: After the Sunset
- 2005: Six Feet Under (serie de televisión, 1 episodio)
- 2006: Step Up (también pequeña aparición)
- 2007: Hairspray (también pequeña aparición)
- 2007: Walk Hard: The Dewey Cox Story
- 2008: Step Up 2: The Streets (también pequeña aparición)
- 2008: Get Smart
- 2008: Soul Men
- 2009: 17 otra vez
- 2009: Hannah Montana: la película (también pequeña aparición)
- 2009, 2014: ¿Crees que puedes bailar? (Serie de TV, 2 episodios)
- 2009: Año Uno (incluso las pequeñas actuaciones)
- 2009: premios Teen Choice
- 2010: Premios de la Academia
- 2010: Premios Nickelodeon's Kids Choice
- 2010: Step Up 3D
- 2010: premios Teen Choice
- 2011: Big Mommas: Like Father, Like Son
- 2011: RuPaul's Drag U (serie de TV, 2 episodios; también miembro del jurado)
- 2011: Dancing with the Stars (serie de TV, 1 episodio)
- 2011: Footloose (también pequeña aparición)
- 2011: Jack and Jill
- 2012: Step Up Revolution
- 2013: Vacaciones con obstáculos - Las vacaciones del padrino
- 2014: Step Up: All In
- 2014-2016, desde 2020: RuPaul's Drag Race (serie de televisión; también juez invitado)
- 2019: Aladdin (también pequeña aparición)
- 2019: Descendants 3
- 2020: RuPaul's Secret Celebrity Drag Race (serie de TV, 1 episodio)
- 2020: RuPaul's Drag Race: Vegas Revue (serie de televisión, 6 episodios)

## Filmografía
Como director
- 2012: S2dio City
- 2018: When the Beat Drops

Como un actor
- 2019: Descendientes 3 - Los descendientes

## Premios y nominaciones
Por When the Beat Drops :
- Premio GLAAD Media 2018: Documentación sobresaliente - Nominación
- LA Outfest 2017: Premio del jurado a la mejor documentación - Distinción
- LA Outfest 2018: Premio del jurado a la mejor documentación - Distinción
- Festival de Cine de Miami 2018: Premio al Mejor Documental; con Amigo Skate, Cuba y Liyana
- Out on Film 2018: Premio del público a la mejor documentación - Premio
- Festival de Cine Queer de Seattle 2018: Premio del público al documental favorito - Premio